# Коппі
Коппі́ (рос. Коппи) — селище у складі Совєтсько-Гаванського району Хабаровського краю, Росія. Знаходиться у міжселенній території.

## Населення
Населення — 17 осіб (2010; 31 у 2002).
Національний склад (станом на 2002 рік):
- росіяни — 68 %
- нанайці — 26 %